# Serie animate televisive degli anni 1940 e 1950
Questa è la lista delle serie animate televisive trasmesse sulle reti televisive di tutto il mondo dal 1949 al 1959. Questa lista include anche le serie di cortometraggi come The Bugs Bunny Show.

## Anni 1940

### 1949
| Titolo                 | Episodi | Paese d'origine        | Anno      | Note                          |
| ---------------------- | ------- | ---------------------- | --------- | ----------------------------- |
| The Puppetoon Show     | 6       | Stati Uniti (bandiera) | 1949–1950 | Compilation show; Stop-Motion |
| Pow Wow the Indian Boy | 52      | Stati Uniti (bandiera) | 1949–1950 |                               |

## Anni 1950

### 1950
| Titolo                   | Episodi | Paese d'origine        | Anno      | Note                        |
| ------------------------ | ------- | ---------------------- | --------- | --------------------------- |
| Crusader Rabbit          | 195     | Stati Uniti (bandiera) | 1950–1959 |                             |
| Jim and Judy in Teleland | 52      | Stati Uniti (bandiera) | 1950      |                             |
| NBC Comics               | 4       | Stati Uniti (bandiera) | 1950–1951 | Noti anche come Tele-comics |

### 1953
| Titolo             | Episodi | Paese d'origine        | Anno                            | Note |
| ------------------ | ------- | ---------------------- | ------------------------------- | ---- |
| Winky Dink and You | 65      | Stati Uniti (bandiera) | 1953–1957, 1969–1973, 1992-1996 |      |

### 1954
| Titolo                              | Episodi | Paese d'origine        | Anno | Note |
| ----------------------------------- | ------- | ---------------------- | ---- | ---- |
| The Adventures of Paddy the Pelican | 6       | Stati Uniti (bandiera) | 1954 |      |

### 1955
| Titolo                     | Episodi | Paese d'origine        | Anno                 | Note             |
| -------------------------- | ------- | ---------------------- | -------------------- | ---------------- |
| Dappere Dodo               | 75      | Paesi Bassi (bandiera) | 1955–1964            | Stop-Motion      |
| The Mighty Mouse Playhouse | 75      | Stati Uniti (bandiera) | 1955–1965            | Compilation Show |
| The Gumby Show             | 233     | Stati Uniti (bandiera) | 1955–1981, 1983-2002 | Clay-motion      |

### 1956
| Titolo                     | Episodi | Paese d'origine        | Anno                                                             | Note                                      |
| -------------------------- | ------- | ---------------------- | ---------------------------------------------------------------- | ----------------------------------------- |
| Il club di Topolino        | 360     | Stati Uniti (bandiera) | 1955–1959, 1960-1963, 1973-1977, 1979-1982, 1989-1990, 1994-1996 | Mostly Live-action with animation inserts |
| CBS Cartoon Theatre        |         | Stati Uniti (bandiera) | 1956                                                             | Compilation show                          |
| Gerald McBoing-Boing       |         | Stati Uniti (bandiera) | 1956–1957                                                        | Compilation show                          |
| The Heckle and Jeckle Show |         | Stati Uniti (bandiera) | 1956                                                             | Compilation show                          |

### 1957
| Titolo            | Episodi | Paese d'origine           | Anno                            | Note                                      |
| ----------------- | ------- | ------------------------- | ------------------------------- | ----------------------------------------- |
| Colonel Bleep     | 104     | Stati Uniti (bandiera)    | 1957–1960                       |                                           |
| Tom Terrific      | 26      | Stati Uniti (bandiera)    | 1957–1959                       |                                           |
| Ruff & Reddy      | 156     | Stati Uniti (bandiera)    | 1957–1960                       |                                           |
| Picchiarello Show |         | Stati Uniti (bandiera)    | 1957–1966, 1970–1977, 1987–1997 | Compilation Show                          |
| Captain Pugwash   | 58      | Regno Unito (bandiera)    | 1957–1998                       |                                           |
| Krtek             | 44      | Cecoslovacchia (bandiera) | 1957–1966                       | La serie comprende anche 6 film per la TV |

### 1958
| Titolo                               | Episodi | Paese d'origine        | Anno      | Note |
| ------------------------------------ | ------- | ---------------------- | --------- | ---- |
| The Adventures of Spunky and Tadpole | 19      | Stati Uniti (bandiera) | 1958–1961 |      |
| Tatino e Papino                      | 45      | Stati Uniti (bandiera) | 1958–1962 |      |
| Bozo il clown                        | 156     | Stati Uniti (bandiera) | 1958–1962 |      |
| Bucky and Pepito                     | 36      | Stati Uniti (bandiera) | 1958      |      |
| Il gatto Felix                       | 126     | Stati Uniti (bandiera) | 1958–1961 |      |
| Braccobaldo                          | 69      | Stati Uniti (bandiera) | 1958–1962 |      |
| Pixie e Dixie                        | 57      | Stati Uniti (bandiera) | 1958–1962 |      |
| The Space Explorers                  | 26      | Stati Uniti (bandiera) | 1958–1959 |      |

### 1959
| Titolo                                 | Episodi | Paese d'origine         | Anno          | Note                              |
| -------------------------------------- | ------- | ----------------------- | ------------- | --------------------------------- |
| Cartoon Party                          |         | Canada (bandiera)       | 1959–1962     | Compilation show                  |
| Clutch Cargo                           | 52      | Stati Uniti (bandiera)  | 1959          |                                   |
| The Rocky and Bullwinkle Show          | 130     | Stati Uniti (bandiera)  | 1959–1973     | (326 Rocky & Bullwinkle segments) |
| Capt'n Sailorbird                      | 190     | Stati Uniti (bandiera)  | 1959–1960     | Compilation show                  |
| New Adventures of the Space Explorers  |         | Stati Uniti (bandiera)  | 1959          | [ 2 ]                             |
| Matty's Funday Funnies                 |         | Stati Uniti (bandiera)  | 1959–1962     | Compilation show                  |
| Ernesto Sparalesto                     | 45      | Stati Uniti (bandiera)  | 1959–1962     |                                   |
| Habatales                              | 6       | Regno Unito (bandiera)  | 1959–1960     |                                   |
| Noggin the Nog                         | 42      | Regno Unito (bandiera)  | 1959-1979     |                                   |
| Musical Box                            |         | Regno Unito (bandiera)  | 1959-?        | Compilation show                  |
| Unser Sandmännchen                     | 8554    | Germania Est (bandiera) | 1959-in corso |                                   |
| Das Sandmännchen                       | 552     | Germania (bandiera)     | 1959-1991     |                                   |
| Les Aventures de Tintin, d'après Hergé | 104     | Francia (bandiera)      | 1957-1964     |                                   |